# Stazione di Pineto
Stazione di Pineto 2000-ben bezárt vasútállomás Olaszországban, Róma településen.

## Vasútvonalak
Az állomást az alábbi vasútvonalak érintették:
- Viterbo–Róma-vasútvonal

## Kapcsolódó állomások
A vasútállomáshoz az alábbi állomások vannak a legközelebb:
- Stazione di Valle Aurelia
- Stazione di Olimpico-Farnesina